# Otidimorphae
Otidimorphae é um clado de aves que contém as ordens Cuculiformes (cucos), Musophagiformes (turacos), e Otidiformes (abertadas) identificado em 2014 por análise genética. Enquanto as abertadas parecem estar relacionadas aos turacos, outros estudos genéticos têm encontrados que os cucos são mais próximos das abertadas do que qualquer um deles são para os turacos.